# 東京市電気局3000形電車
東京市電気局3000形電車（とうきょうしでんききょく3000がたでんしゃ）は、1923年（大正12年）に登場した東京市電気局（後の東京都交通局）の路面電車車両である。本項では1923年から製造された木造3000形、及び1949年（昭和24年）から1953年（昭和28年）にかけて製造された鋼製3000形、鋼製3000形譲受車である長崎電気軌道800形についても記述する。

## 木造3000形
1923年（大正12年）から1924年（大正13年）にかけて日本車輌、田中車輛（現・近畿車輛）、藤永田造船所、汽車会社にて610両が製造された。木造の低床ボギー車だが、車体の堅牢化のために柱と屋根組には鉄骨が採用されている。屋根は二重屋根となっているが、丸屋根との折衷的なデザインで採光用の小窓などは設置されていない。
本車の特徴としては、デッキを廃して乗降口を客室と一体化した近代的な構造となったことがあげられる。これはモーターの小型化に伴い、車輪をそれまでの直径790ミリから660ミリと小径化したことで、客室床面をステップ1段で乗降できる程度に下げることができたためである。このため本車同様の設計を用いた車両は低床車、従来形の車両は高床車と呼ばれ区別されるようになった。朱色基調の塗色の高床車に対して3000形は車体塗装に緑色を使用していたため、「青電」の通称もあった。台車はD10型、主電動機は37.2kW、もしくは38kWのものを2個搭載し、東洋電機製造、三菱電機、芝浦製作所と国産品が全面的に採用された。また1653形に続き空気ブレーキを標準採用した。集電装置はトロリーポールで製造当初は架空複線式のため集電用と帰線用の2本ずつ前後に2組設置されていた。
当初100両（3001 - 3100）が発注され1923年4月より順次入籍したが、このうち13両は同年9月1日に発生した関東大震災により焼失した。震災直後の12月より車両不足に対処するため日本の路面電車車両としては異例の大量生産が行われ、翌1924年7月までに510両（3101 - 3610）が製造されたが、このグループでは新たに戸袋窓が設けられている。震災前は三田及び青山車庫のみに配備されていたが、震災後はほとんどの車庫に配備され復興真っ只中の東京市内のほぼ全線区で使用された。
このうち青山車庫に所属していた3134号は1929年3月に陸軍のトラックとの接触事故で大破し、翌1930年に半鋼製車として復旧した異端車である。載せ替えられた半鋼製車体は同年に増備された5000形に準じた車体幅2440mmの絞りのない幅広車体で、新宿車庫に配備されて5000形と同様に11・12系統で使用された。
震災後から昭和初期にかけての東京市電を代表する車両となったが、事故や火災により1944年（昭和19年）末までに42両、太平洋戦争による戦災で372両を焼失した。このうち1943年（昭和18年）3月に発生した早稲田車庫の火災で焼損した14両は復旧の際に2000形に改造されている。また戦災焼失車の台車・台枠等は戦後製造された6000形等に流用された。
1948年（昭和23年）5月の改番で、当時在籍していた196両の木造3000型は以下のように改番された。
- 戦時中から稼働していた車両:3001 - 3189
- 戦後、休車状態から復帰した車両:3190- 3194
- 旧3477(理由不明ながら1両だけ天井が改造されていた)[2]:3195
- 半鋼製車3134:3196

うち休車から復旧した3190-3194は復旧時に車体を木造で新製していた。
しかし翌年には鋼体化改造が始まり、最終的に1950年（昭和25年）までに車体新製車の5両と半鋼製車3196号を除く190両が鋼体化改造される。
木造車体新製車の5両は1951年(昭和26年)までに全車改軌の上で杉並線に転属し、1952年(昭和27年)10月までに全車が鋼製2000形へ鋼体化改造。半鋼製車3196号は3219→3224→3235号と三度の改番を経て、1953年(昭和28年)10月に鋼製3000形の3235号へと車体更新された。
末期の3000形は鋼製3000形の続き番号となるように改番が重ねられたため、元の車番は不詳である。
なお、1952年10月に2000形2011・2012号に鋼体化改造された3233・3234号の木造車体は日本建鐵に譲渡され、同社で簡易鋼体化改造を受けて秋田市電30形31・32号となった。

## 鋼製3000形
1949年（昭和24年）から1953年（昭和28年）にかけて局工場や日本車両、汽車会社等の民間6社で242両が改造・製造された。車体は6000形に類似しているが、製造年度や製造所により多少の差異が見られる。
1949年度の製造分は主に木造3000形を鋼体化したもので、その他1400形や王子電気軌道からの引継車100形・120形・150形・170形を種車としたものも存在する。同年6月に1号車となる3001が大塚車庫に配備され、年度内に213両が誕生している。
その後も1950年（昭和25年）から1953年（昭和28年）まで、完全な新造や150形、木造の旧4000形･4100形･4200形を種車とした29両（3214 - 3242）が誕生し、本形式は290両が在籍した6000型に次いで多い242両の大所帯となった。
これらのグループは都合3度に渡り増備され、1952年度（昭和27年）の製造車（3227 - 3232）からは側面窓が9枚（従来は10枚）となり、車体幅も鋼製2000形と同様の2,154mmに狭められドアエンジンが装備された。
最終増備車となった1953年度（昭和28年）の製造車（3233 - 3242）は局工場の他、民間3社（東急車輌・ナニワ工機・日本鉄道自動車）で製造されたが、各社局ごとに側面窓枚数や窓構造、スカートの有無、行先表示器の寸法、台車形式等に差異が生じている。
前述の通り6000形に次ぐ大所帯で、4000形・6000形と共に都電の顔として活躍したが、路線縮小が始まった1967年（昭和42年）より順次廃車が進行し、1972年（昭和47年）11月15日付で全車が廃車となり形式消滅した。

### 保存車
- 3103号が板橋区内の交通公園に保存されていたが、後に撤去されている。

## 他の事業者への譲渡

### 長崎電気軌道800形

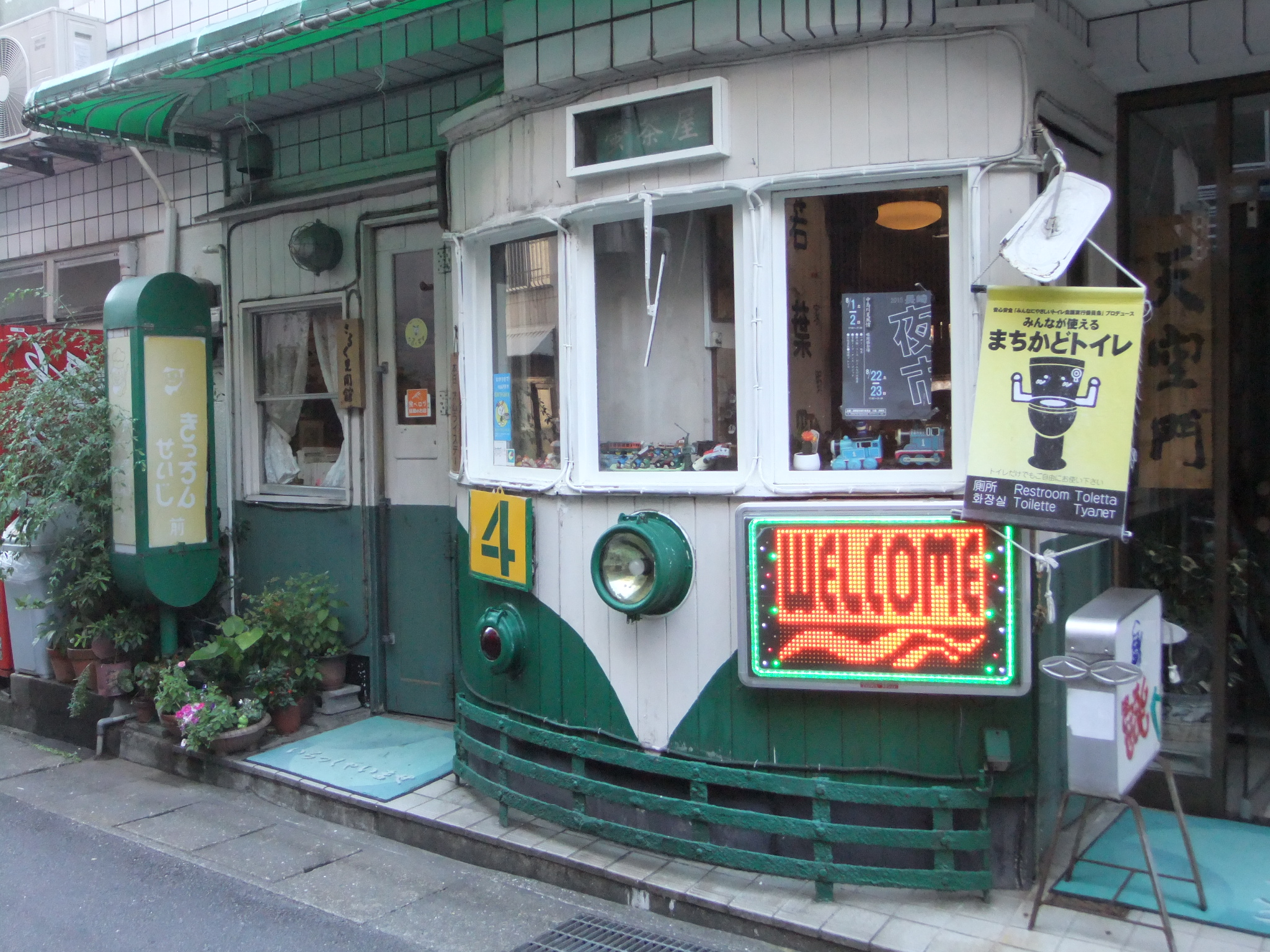
廃車となった800形の部品（室内のみ）を再利用した長崎市内のレストラン。

1972年（昭和47年）11月に廃車となった3000形のうち5両（3145・3215・3240 - 3242）が長崎電気軌道に譲渡され、同社の800形となった。購入価格は1両当たり238万円。
同社では1968年頃（昭和43年）より長崎市北部の終着駅赤迫から北に1.6kmの道の尾地区、もしくは北西に3.2kmの滑石地区までの路線延伸を検討中で、仮に滑石延伸が実現した場合、5両から14両程度車両を調達する必要があり、本形式の導入に至った。譲受した5両のうち3両（3240 - 3242）は3000形の最終増備車で側窓は9枚、大型の行先表示器や蛍光灯の車内灯を備えた車両であった。
廃車翌月の1972年12月6日から8日かけて浦上車庫に搬入された。800形と同様に都電から譲受した700形（元都電2000形）は、搬入前に九州車両にてワンマン化改造と台車の改造（都電と長崎電軌では軌間が異なる）を施されての搬入であったのに対し、本形式はワンマン化改造は施されず、台車も西鉄より購入した中古台車に振り替えた上での搬入となった。長崎到着後、当時同社工場にて在籍車両のワンマン化改造が進行中であったことや、前述の延伸計画が滑石付近の道路幅員の問題で進展しなかったことから本形式の改造は半ば放置された。
譲受から3年後の1975年（昭和50年）11月に3145が側窓上部の固定化を施され800形801として竣工、試運転の際は都電時代のまま走行した。翌1976年（昭和51年）4月には3215も同様の改造を施され802として竣工した。これら2両は塗装こそ同社の標準塗装（クリームとグリーンのツートン）に塗り替えられたものの、ツーマン車として竣工している（ワンマン化は認可されていた）。
未入籍の3両（3240 - 3242）も同社の標準塗装へ塗り替えられ、車体にも802から通しの番号（803 - 805）が記入され改造・入籍待ちとなっていたが、802が竣工した1976年に、仙台市電よりワンマン運転対応の100形（後に同社1050形）の譲受が決まったことから3両の改造は事実上中止となり、車体は浦上車庫の片隅で倉庫として留置された。
入籍した2両も、同社の自社発注車と比較してやや大型であることから運用はラッシュ時に限られ、同社のワンマン化推進もあり稼働率は低かったが、老朽化した150形に変わり活用する方針で1981年（昭和56年）に更新工事を受け集電装置がZパンタグラフに換装され、正面・側窓がアルミサッシとなった。
1982年（昭和57年）7月23日に発生した長崎大水害では、未入籍車も含め全車が浦上車庫に留置中に被災、走行不能となった。被災前より老朽化が進んでいたことや、水害直後の8月に冷房付きの1200形が入線したことから復旧は見送られ、801・802共に同年9月6日付で廃車となり12月に解体。未入籍の3両も11月に解体された。解体後、一部の部品（車体ではなく座席、側窓、室内灯、ドア）が長崎市内のレストラン「きっちん・せいじ」に保存されていたが、同店は2017年12月に閉店した。

### 作品への登場
- 神戸淳吉（文）・太田大八（絵）の絵本『けんちゃんでんしゃ』（1973年偕成社発行）には主に前半で木造の当形式が登場している。
- 映画『ハチ公物語』、『帝都大戦』では撮影のために木造の当形式の車体が二両分復元されていたことがある。